# Haplogrup R del cromosoma Y humà
L'haplogrup R del cromosoma Y humà és un haplogrup format a partir de l'haplotip M207 del cromosoma Y humà, subgrup de l'haplotip P.
Es creu que va aparèixer en un lloc al nord-oest d'Àsia fa entre 30.000 i 35.000 anys enrere. Tanmateix, moltes de les formes rares de l'haplogroup així com molts casos del proper haplogrup Q, es troben en poblacions de l'Àsia central, el sud d'Àsia, siberians, o nadius americans. Un clade aïllat del cromosoma Y pertanyent a l'haplogrup R es troba entre les poblacions nadiues del nord del Camerun a l'Àfrica central occidental en el que es creu que representa una migració euroasuàtica prehistòrica de retorn a l'Àfrica.
La majoria dels membres de l'haplogrup R pertany al subhaplogrup R1, definit pel marcador M173.
L'R1 és molt comú al llarg d'Europa i l'oest d'Euràsia. La seva distribució es creu que està associada amb reassentament a Euràsia coincident amb l'últim màxim glacial. Els seus màxims subgrups són R1a (M17) i R1b (M343).
|             |             |             |             |             |             |  |  |  |  |              |  |  |  |  |  |  |  |  |  |               |               |               |               |               |               |  |  |  |  |                |                |                |                |                |                |  |  |
|             |             |             |             |             |             |  |  |  |  |              |  |  |  |  |  |  |  |  |  | Haplogrup R1a | Haplogrup R1a | Haplogrup R1a | Haplogrup R1a | Haplogrup R1a | Haplogrup R1a |  |  |  |  | Haplogrup R1a1 | Haplogrup R1a1 | Haplogrup R1a1 | Haplogrup R1a1 | Haplogrup R1a1 | Haplogrup R1a1 |  |  |
|             |             |             |             |             |             |  |  |  |  |              |  |  |  |  |  |  |  |  |  | Haplogrup R1a | Haplogrup R1a | Haplogrup R1a | Haplogrup R1a | Haplogrup R1a | Haplogrup R1a |  |  |  |  | Haplogrup R1a1 | Haplogrup R1a1 | Haplogrup R1a1 | Haplogrup R1a1 | Haplogrup R1a1 | Haplogrup R1a1 |  |  |
|             |             |             |             |             |             |  |  |  |  | Haplogrup R1 |  |  |  |  |  |  |  |  |  |               |               |               |               |               |               |  |  |  |  |                |                |                |                |                |                |  |  |
|             |             |             |             |             |             |  |  |  |  |              |  |  |  |  |  |  |  |  |  |               |               |               |               |               |               |  |  |  |  |                |                |                |                |                |                |  |  |
| Haplogrup R | Haplogrup R | Haplogrup R | Haplogrup R | Haplogrup R | Haplogrup R |  |  |  |  |              |  |  |  |  |  |  |  |  |  | Haplogrup R1b | Haplogrup R1b | Haplogrup R1b | Haplogrup R1b | Haplogrup R1b | Haplogrup R1b |  |  |  |  | Haplogrup R1b1 | Haplogrup R1b1 | Haplogrup R1b1 | Haplogrup R1b1 | Haplogrup R1b1 | Haplogrup R1b1 |  |  |
| Haplogrup R | Haplogrup R | Haplogrup R | Haplogrup R | Haplogrup R | Haplogrup R |  |  |  |  |              |  |  |  |  |  |  |  |  |  | Haplogrup R1b | Haplogrup R1b | Haplogrup R1b | Haplogrup R1b | Haplogrup R1b | Haplogrup R1b |  |  |  |  | Haplogrup R1b1 | Haplogrup R1b1 | Haplogrup R1b1 | Haplogrup R1b1 | Haplogrup R1b1 | Haplogrup R1b1 |  |  |
|             |             |             |             |             |             |  |  |  |  | Haplogrup R2 |  |  |  |  |  |  |  |  |  |               |               |               |               |               |               |  |  |  |  |                |                |                |                |                |                |  |  |
|             |             |             |             |             |             |  |  |  |  |              |  |  |  |  |  |  |  |  |  |               |               |               |               |               |               |  |  |  |  |                |                |                |                |                |                |  |  |
|             |             |             |             |             |             |  |  |  |  |              |  |  |  |  |  |  |  |  |  |               |               |               |               |               |               |  |  |  |  |                |                |                |                |                |                |  |  |

- R1a segurament originat a les estepes euroasiàtiques, i l'associada cultura Kurgan i l'expansió protoindoeuropea. Es troba principalment a l'Àsia central i occidental, l'Índia i els eslaus de l'Europa Occidental.
- R1b originat abans o durant l'última glaciació, quan estava concentrada en refugiar-se al sud d'Europa i al mar Egeu. És l'haplogrup més comú a l'Europa Occidental, però s'ha trobat en baixa freqüència tan lluny com a l'Iran. Al sud d'Anglaterra la frreqüència de l'R1b és d'un 70%; en parts d'Espanya, Portugal i Irlanda, arriba a freqüències del 90%; i en parts del nord-oest d'Irlanda arriba a assolir el 98%.

Menys comú és el subgrup alternatiu R2 (M124), localitzat únicament en poblacions de l'Índia, l'Iran, i el centre d'Àsia. Individus amb cap d'aquestes mutacions són categoritzats simplement en l'haplogrup genèric R esdevenint des d'aquesta concepció un grup parafilètic.

## Subgrups
Els subclades de l'haplogrup R amb la seva notació definida segons l'arbre ISOGG 2006:
- R1 (M173)
  - R1a (SRY1532)
    - R1a1 (M17, M198) 
      - R1a1a (M56)
      - R1a1b (M157)
      - R1a1c (M64.2, M87, M204)
      - R1a1

  - R1a
  - R1b (M343) 
    - R1b1 (P25) 
      - R1b1a (M18)
      - R1b1b (M73)
      - R1b1c (M269, S3, S10, S13, S17)
        - R1b1c1 (M37)
        - R1b1c2 (M65)
        - R1b1c3 (M126)
        - R1b1c4 (M153)
        - R1b1c5 (M160)
        - R1b1c6 (SRY2627, M167)
        - R1b1c7 (M222)
        - R1b1c8 (P66)
        - R1b1c9 (S21)
          - R1b1c9a (S26)
          - R1b1c9b (S29)
          - R1b1c9

        - R1b1c10 (S28)
        - R1b1c

      - R1b1d (M335)
      - R1b1

    - R1b

  - R1
- R2 (M124)

## R1a1
L'haplogrup R1a1 (M17) és expressat al llarg d'Euràsia. És comú a Europa, el nord de l'Àsia central i a l'Índia. A Europa les freqüències més elevades es troben a l'Europa de l'est. Actualment es troba en alts nivells a Ucraïna, on més de la meïtat tenen aquest haplogrup. Es troba en elevades freqüències també a Rússia, Polònia, i la República Txeca, per anomenar alguns i relativament elevades al nord d'Europa i es creu que va ser escampada al llarg d'Europa a través dels vikings, la qual cosa explicaria la seva existència entre a altres llocs a les Illes Britàniques.

## R1b
L'haplogruup R1b (prèviament anomenat Hg1 i Eu18) é l'haplorgup del cromosoma Y més freqüent d'Europa. És una subdivisió de l'R1 (M173), caracteritzada pel marcador M343. La majoria de membres del R1b estan classificats com a R1b1 (definit pel marcador P25), la resta com a R1b* .
La seva freqüència és més elavada a l'Europa Occidental (i degut a la migració europea moderna, a l'Amèrica del Nord). Al sud d'Anglaterra la freqüència del R1b és d'un 70% i en parts d'Espanya, Portugal i Irlanda, supera el 90%. La majoria d'homes d'ascendència europea pertanyen a l'R1b.

## R2
El subgrup R2 es troba definit pel marcador M124. A diferència els altres subgrups de l'R, R2 es troba confinat al sud d'Àsia i a les regions veïnes.
També s'ha trobat en baixes freqüències al Caucas i les poblacions de l'Àsia central.